# Lenguas takama
Las lenguas takama son un subgrupo de lenguas bantúes de las lenguas bantúes nororientales habladas en República Democrática del Congo y Tanzania, las lenguas de ese subgrupo incluyen:
Sukuma–Nyamwezi, Kimbu (F20), Iramba–Isanzu, Nyaturu (Rimi) (F30), ?Holoholo–Tumbwe–Lumbwe (D20)

## Comparación léxica
Los numerales en diferentes lenguas takama son:
| GLOSA | Sukuma    | Nyamwezi | Nilamba   | Nyaturu    | PROTO- TAKAMA |
| ----- | --------- | -------- | --------- | ---------- | ------------- |
| '1'   | ɪmó       | solo     | kamwe     | emwe       | *-mwe         |
| '2'   | iβɪlɪ     | bili     | kabeli    | ivere      | *-βili        |
| '3'   | idatʊ     | yatu     | katatu    | itatu      | *-tatu        |
| '4'   | inné      | inne     | kanee     | inne       | *-ne          |
| '5'   | itaanó    | itano    | kaláno    | itano      | *-taːno       |
| '6'   | itaándatʊ | handatu  | mutandatu | motantato  | *-tʰaːⁿdatu   |
| '7'   | mpʊŋgátɪ  | mpungati | mupungate | mopunkhate | *mpuⁿgate     |
| '8'   | inaáne    | nane     | munaana   | monana     | *naːnɛ        |
| '9'   | keénda    | kenda    | kyenda    | kenda      | *keːⁿda       |
| '10'  | ikʊmi     | ikumi    | kyumi     | ikomi      | *i-kumi       |